# Kha Chấn Đông
Kha Chấn Đông (sinh ngày 18 tháng 6 năm 1991) là nam diễn viên kiêm ca sĩ người Đài Loan. Anh được nhận giải Nam diễn viên mới xuất sắc nhất trong lễ trao Giải Kim Mã lần thứ 48 và Giải thưởng Truyền hình của Truyền thông Trung Quốc cho vai chính trong phim điện ảnh đầu tay Cô gái năm ấy chúng ta cùng theo đuổi. Tháng 11 năm 2011, anh cho ra mắt album phòng thu đầu tiên là Be Yourself.

## Danh sách phim

### Phim điện ảnh
| Năm  | Phim                                        | Vai diễn                     |
| ---- | ------------------------------------------- | ---------------------------- |
| 2011 | Cô gái năm ấy chúng ta cùng theo đuổi       | Kha Cảnh Đằng                |
| 2012 | Khi sói yêu cừu                             |                              |
| 2013 | Biến thân (Machi Action)                    |                              |
| 2013 | Bên nhau (Together)                         | A Tể                         |
| 2013 | Tiểu Thời Đại                               | Cố Nguyên                    |
| 2013 | Tiểu Thời Đại 2                             | Cố Nguyên                    |
| 2014 | Khoảnh khắc này yêu đi                      | Khả Đông                     |
| 2014 | Tiểu Thời Đại 3                             | Cố Nguyên                    |
| 2015 | Tiểu thời Đại 4                             | Cố Nguyên                    |
| 2016 | Tạm biệt Ngõa Thành                         | A Quốc                       |
| 2017 | Báo Cáo Giáo Viên! Quái Quái Quái Quái Vật! | Học sinh trên xe bus (Cameo) |
| 2020 | Hắt xì                                      | Vương Nghĩa Trí              |
| 2021 | Moneyboys                                   | Phi                          |
| 2021 | Nguyệt Lão                                  | A Luân                       |
| 2021 | Cá Sấu                                      | Dư Đại Vĩ                    |
| 2022 | Mama Boy                                    | Tiểu Hồng                    |

## Đĩa hát
| Thông tin album                                                                                               | Danh sách bài | Ghi chú                                           |
| --- | --- | ------------------------------------------------- |
| Be Yourself (有話直說) - Phát hành: 11 tháng 11 năm 2011 - Định dạng: CD - Hãng đĩa: Sony Music Entertainment | 1. "Qing Rang Wo Jixu Xihuan Ni" (請讓我繼續喜歡你; Please Let Me Continue to Like You) 2. "Qing Bi Wo Ai Ta" (請比我愛她; Please Love Her Better Than Me) 3. "You Hua Zhi Shuo" (有話直說; Just Say It) 4. "Ai Ni Jie Bu Liao" (愛你戒不掉; Can't Stop Loving You) 5. "Ai Jiu Ai" (愛就愛; Just Love) 6. "Piao Liu Ping" (漂流瓶; Drifting Vase) featuring Michelle Chen 7. "Zuo You" (左右; Left Right) 8. "Feng Suo Ni" (封鎖你; Blocking You) 9. "Be My Baby" 10. "Bai Shi Zhi Ling" (百式之零; Zero of Hundred) | Giải Âm nhạc Astro của tôi cho ca sĩ mới xuất sắc |